# بيتر غولدبلات
بيتر غولدبلات (بالأفريقانية: Peter Goldblatt)‏ هو عالم نبات أفريقي جنوبي.